# Mira Kuisma
Mira Kuisma, född den 6 maj 1987 i Kuopio i Finland, är en finländsk ishockeyspelare.
Hon tog OS-brons i damernas ishockeyturnering i samband med de olympiska ishockeytävlingarna 2010 i Vancouver.